# Rodrigo Tabata
Rodrigo Barbosa Tabata est un footballeur international qatarien né le 19 novembre 1980 à Araçatuba, São Paulo (Brésil). Il joue comme milieu de terrain. Il possède également les nationalités brésilienne et japonaise.

## Biographie
Au début de la saison 2008-2009 il est transféré au Gaziantepspor. Il joua son premier match officiel contre le Fenerbahçe SK et marqua aussi son premier but encore contre l’équipe d’Istanbul.
Le club de Gaziantepspor accepte l’offre de Beşiktaş JK de 8 millions d'euros pour son joueur brésilien Rodrigo Barbosa Tabata au mois d’août 2009,.
Malgré une mauvaise première saison au Beşiktaş, Rodrigo Tabata affirme dans une interview pendant l'avant-saison en Autriche devenir un des footballeurs de l'histoire de Beşiktaş.
Après un prêt au Al-Rayyan SC pendant la saison 2010-2011, il s'engage définitivement dans le club qatarien et y fait carrière pendant six saisons. Obtenant la nationalité qatarienne, il est sélectionné avec la sélection nationale du Qatar pour la première fois le 26 mars 2016 lors d'un match face à Hong Kong.